# Biblioteca Palafoxiana
A mexikói Pueblában található Biblioteca Palafoxiana az amerikai kontinens történetének első nyilvános könyvtára. Az 1646-ban alapított intézményben jelenleg több mint 41 000 kötetet, számos kéziratot és 9 ősnyomtatványt őriznek. 2005-ben az UNESCO a könyvtárat felvette A világ emlékezete program helyszínei közé.

## Története
A könyvtárat az a Juan de Palafox y Mendoza tlaxcala–pueblai püspök alapította 1646-ban, aki korábban Új-Spanyolország alkirálya is volt. Magángyűjteményéből 5000 kötetet adományozott a Colegio de San Juan szemináriumának azzal a feltétellel, hogy azok nem csak tudósok, hanem minden írástudó ember számára hozzáférhetőek legyenek. Így jött létre az egész amerikai földrész történetének első közkönyvtára.
1773-ban Francisco Fabián y Fuero püspök a növekvő gyűjtemény tárolásához cédrusból, fenyőből, ayacahuitéből és coloyotéből készült, míves polcrendszert építtetett, amit a 19. század során még egy sorral megmagasítottak. Fabián y Fuero volt az is, akinek sikerült elérnie, hogy amikor III. Károly spanyol király kitiltotta a jezsuitákat, akkor értékes dokumentumaik a könyvtár kezelésében maradhattak.
1981-ben a mexikói kormány az épületet műemlékké nyilvánította, nyilvános könyvtár jellege ekkor megszűnt, az intézmény múzeummá alakult. 2005-ben az UNESCO felvette A világ emlékezete program helyszínei közé. Gyűjteményének elektronikus formájú katalógusát 2010-ben hozták nyilvánosságra.

## Az épület
A könyvtár azóta sem költözött el eredeti helyéről, ma is ugyannak az épületnek az emeletén működik, ahol a kezdetektől fogva. Ugyanitt kapott helyet később a város legfőbb kultúrháza is. A könyvtár szalonjának központi részét egy Nino Pisano által alkotott Madonna di Trapani-festmény díszíti, alatta a Maria sedes Sapientia felirattal.
Az épület bejárata mellett két címer látható: egyrészt az alapító Palafox püspöki címere, másrészt az arizai őrgrófság címere, mivel a püspök apja Ariza őrgrófja volt. Bent egy fából készült kerek könyvállványt is elhelyeztek, a terembe pedig 18. századi asztalokat és padokat építettek be, amelyek a pueblai asztalosság műremekei.
A könyvtár és a múzeum, ahol időszaki kiállításokat is szoktak rendezni, ingyenes vezetéssel látogatható a közönség számára. A gyűjtemény legrégebbi könyvét, Hérodotosz történelmi művét, 1473-ban nyomtatták Velencében.